# Moosi
Koordinaten: 58° 33′ N, 22° 44′ O
Moosi ist ein Dorf (estnisch küla) auf der größten estnischen Insel Saaremaa. Es gehört zur Landgemeinde Saaremaa (bis 2017: Landgemeinde Leisi) im Kreis Saare.
Das Dorf hat keine Einwohner mehr (Stand 31. Dezember 2011).